# Список умерших в 676 году

## Апрель
- 1 апреля — Джувайрия бинт аль-Харис — одна из жён пророка Мухаммеда, мать правоверных.

## Июнь
- 17 июня — Адеодат II — Папа Римский (672—676).

## Дата смерти неизвестна или требует уточнения
- Ван Бо — китайский поэт эпохи Тан.
- Гундеберт из Сенона, епископ Санса, святой отшельник.
- Луп I, герцог Аквитании и Васконии.
- Манронманцан — император Тибета (650—676).
- Хлодвиг III — король Австразии (675—676).
- Эсквин — король Уэссекса (674—676).